# 纳塔拉桑科泰
纳塔拉桑科泰（Nattarasankottai），是印度泰米尔纳德邦Sivaganga县的一个城镇。总人口5887（2001年）。

## 人口
该地2001年总人口5887人，其中男性2831人，女性3056人；0—6岁人口627人，其中男335人，女292人；识字率72.16%，其中男性为79.30%，女性为65.54%。